# Elfenben

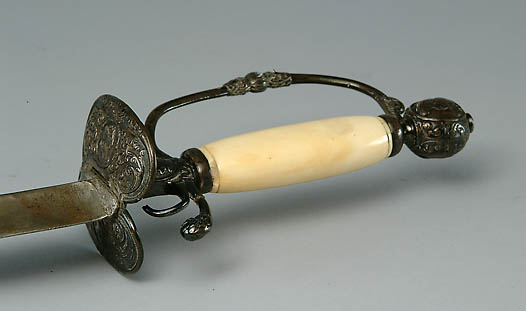
Svärdshandtag av elfenben

Ask med lock av elfenben

Elfenben kallas tandben från däggdjur när det bearbetats till bruks- eller prydnadsföremål. Den främsta källan för elfenben har genom tiderna varit betar från elefanter, men även tandben från mammutar, flodhästar, valrossar och narvalar har använts som elfenben.
Redan tidigt i mänsklighetens historia tillverkade man skulpturer av elfenben. Dessutom tillverkades bruksföremål, smycken och andra konstföremål av elfenben. Från Kina finns fynd av föremål av elfenben som är 6 000 år gamla. Innan plasten uppfanns användes elfenben även vid tillverkningen av bland annat biljardkulor, löständer och pianotangenter.

## Råelfenben
På grund av den omfattande illegala handeln har Jordbruksverket i samråd med Naturvårdsverket beslutat att från och med 1 maj 2011 inte tillåta några undantag från förbudet mot kommersiella aktiviteter med råelfenben, oavsett föremålets ålder. Detta betyder att inga CITES-intyg kommer att utfärdas, ej heller för export eller återexport.

## Snidat elfenben
Som bearbetat elfenben räknas exempelvis smycken, inredningsföremål och hela snidade elefantbetar. För bearbetat elfenben finns möjlighet att ansöka om undantag från förbudet, ett så kallat CITES-intyg. Den som ansöker måste kunna dokumentera att denne har kommit över föremålet på ett lagligt sätt.

## Elfenben bearbetat före den 3 mars 1947
Eftersom elefanterna jagades av tjuvjägare som var ute efter deras betar var de nära att dö ut. 1989 förbjöds därför handeln med elfenben i hela världen. Ägare till elfenbensföremål (ej råelfenben) bearbetat före den 3 mars 1947, som på ett trovärdigt sätt också kan styrka detta, får sälja det inom EU utan CITES-intyg från Jordbruksverket. Ägare som inte kan styrka föremålets ålder, kan åtalas för artskyddsbrott.

## Handel
Huvudregeln är att inom hela EU gäller förbud mot alla kommersiella aktiviteter med elfenben. Detta innefattar såväl råelfenben som bearbetat elfenben. Att elfenben inte får användas i kommersiella aktiviteter innebär att man inte får:
- köpa
- sälja eller hyra ut
- annonsera om försäljning eller köp
- erbjuda någon att köpa
- visa upp eller på annat sätt använda elfenben i vinstsyfte

### Undantag från EU:s förbud
Jordbruksverket kan tillåta undantag från EU:s förbud. Det här gäller för exemplar som importerats till EU enligt gällande regler eller förvärvats innan särskild reglering trädde i kraft. Om Jordbruksverket tillåter undantag utfärdas ett så kallat CITES-intyg för kommersiella aktiviteter inom EU. Vid ansökan måste man kunna dokumentera att föremålet är bearbetat före 3 mars 1947.

## Ägande
Det finns inget förbud mot att äga elfenbensföremål som man har kommit över på lagligt sätt. Det som är förbjudet är att använda elfenben i kommersiella aktiviteter. Det är också förbjudet att importera och exportera elfenben till och från EU utan CITES-tillstånd.

## Export utanför EU
Observera att om man vill ta med sig, sälja eller skicka ett elfenbensföremål till något land utanför EU, till exempel Norge, måste man ansöka hos Jordbruksverket om ett CITES-exporttillstånd för föremålet, oavsett hur gammalt det är.

## Brottsbeivrande
Det är straffbart att bryta mot EU:s förbud mot kommersiella aktiviteter eller annat artskyddsbrott med hotade arter. Straffskalan är böter eller fängelse i upp till fyra år.